# Voorschoterlaan
De Voorschoterlaan is een brede laan in Rotterdam-Kralingen, die loopt van de Oudedijk naar de Beneden Oostzeedijk. De Rotterdamse metro heeft hier een station. De straat is vooral bekend om de vele neorenaissancistische gevellijsten en zandstenen speklagen in 19e-eeuwse façades, de grote iepenbomen in de middenberm. Verder is de boekhandel van J. Amesz, de oudst nog bestaande van Rotterdam uit 1886 er gevestigd.

De Voorschoterlaan is aangelegd in 1884, een jaar na de Avenue Concordia. De naam van de Voorschoterlaan was aanvankelijk de Avenue Prins Alexander. De beide avenues worden gekruist door de Lusthofstraat, een naam die herinnert aan de buitenplaatsen die notabele Rotterdammers vanaf de 18e eeuw daar in de Kralingse polderklei hadden aangelegd.
In 1897 werd de naam gewijzigd in Voorschoterlaan, naar "het geslacht Voorschoten, waaruit de eerste ambachtsheren van Kralingen zijn voortgekomen".

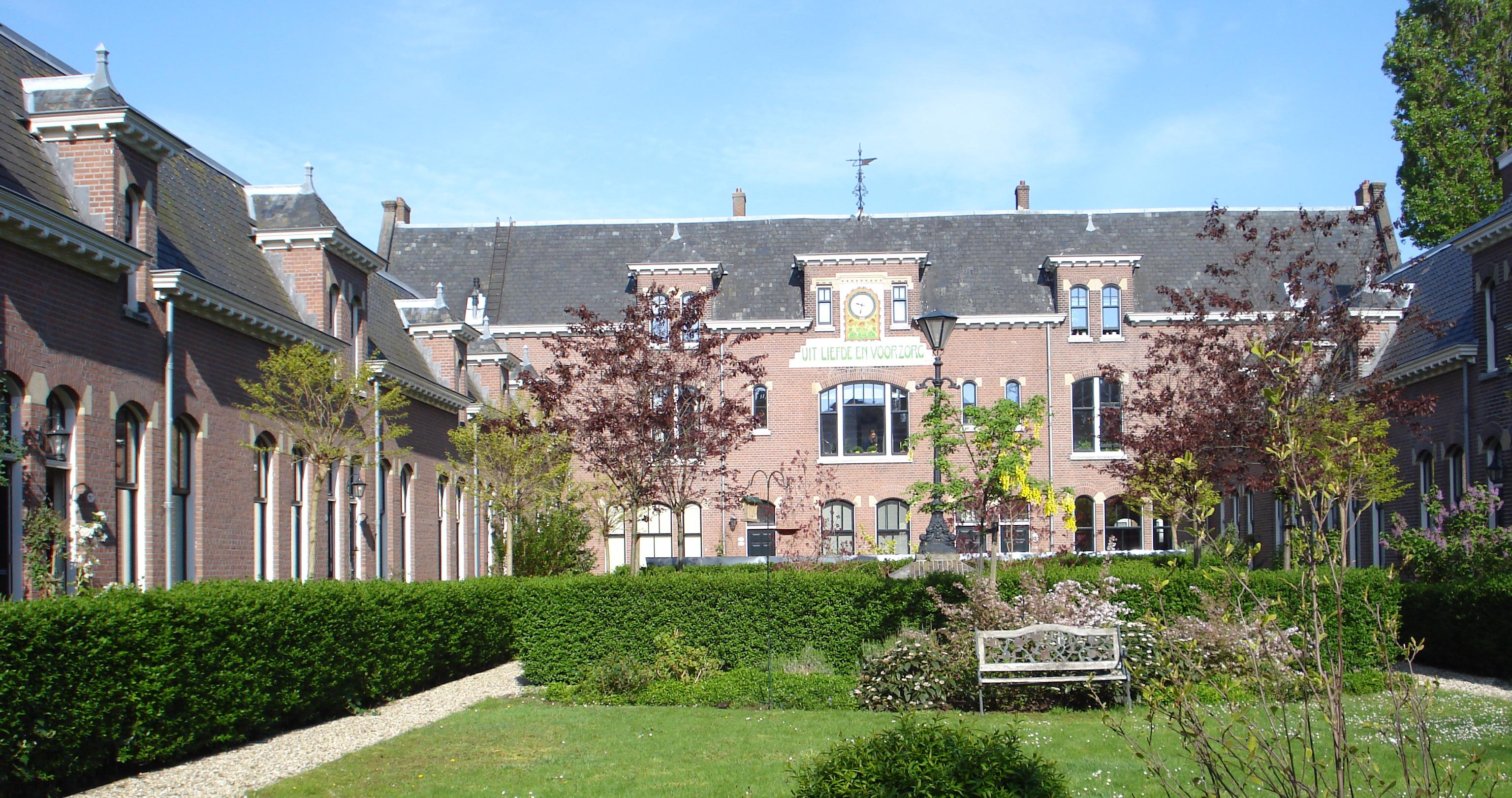
Het hofje Uit liefde en voorzorg

Het hofje Uit liefde en voorzorg, in 1794 gesticht voor "23 bejaarde vrouwen van alle Christelijke gezindten" en oorspronkelijk gehuisvest aan de Schiedamschesingel, werd in 1904 verplaatst naar een terrein aan de Voorschoterlaan met woningen die voldeden aan de "eischen van den modernen tijd". Het hofje is door een hoog smeedijzeren hek gescheiden van de straat, maar doordat het iets hoger is gelegen is de tuin toch prominent zichtbaar. De naam van de instelling staat in grote letters te lezen op een tegelplateau.
Naast het hofje staat een groot maar onopvallend gebouw waarin de Muziektheateracademie, een onderdeel van de Havo voor Muziek en Dans van het Rotterdams Conservatorium, gevestigd was. Daarna verschafte het onderdak aan een kinderdagverblijf.
In 1980 moesten de huizenblokken aan de kant van de Oudedijk wijken voor de aanleg van de Calandlijn. Het metrostation Voorschoterlaan is geïntegreerd in de daarna verrezen nieuwbouw, en heeft een uitgang aan de Voorschoterlaan en aan de Vredehofstraat.
Aan de andere kant van de Oudedijk ligt in het verlengde van de Voorschoterlaan sinds 1912 de Rozenburglaan, een smalle straat die langs Park Rozenburg doorloopt tot aan de Kralingse Plas.
Abram van Rijckevorselweg ·
Admiraliteitskade ·
Avenue Concordia ·
Bosdreef ·
Gerdesiaweg ·
's-Gravenweg ·
Hoflaan ·
Honingerdijk ·
Kortekade ·
Kralingseweg ·
Kralingse Plaslaan ·
Kralingse Zoom ·
Maasboulevard ·
Oostzeedijk ·
Oudedijk ·
Slaak ·
Vlietlaan ·
Voorschoterlaan